# Drama Club
Drama Club ist eine US-amerikanische Comedy-Jugendserie im Mockumentary-Stil. Entwickelt wurde die Serie von Monica Sherer und Madeline Whitby. Hauptdarsteller sind Telci Huynh, Nathan Janak, Lili Brennan, Kensington Tallman, Chase Vacnin und Artyon Celestine. Premiere hatte die Serie am 20. März 2021 bei Nickelodeon.

## Handlung
Die Theatergruppe der Tookus Middle School möchte unter der Regie von Mack Farth ein neues Musicals namens Minnesota aufführen. Als sich der Choreograf jedoch verletzt, sind Mack und die Kinder auf die Hilfe eines Footballspielers angewiesen.

## Besetzung und Synchronisation
Die deutschsprachige Synchronisation entsteht nach den Dialogbüchern und unter der Dialogregie von Philip Süß durch die Synchronfirma Level 45 in Berlin.
| Figur         | Darsteller         | Deutscher Sprecher   |
| ------------- | ------------------ | -------------------- |
| Mack Farth    | Telci Huynh        | Gabrielle Pietermann |
| Oliver Oliver | Nathan Janak       | Oliver Szerkus       |
| Darcy Jarvis  | Lili Brennan       | Sarah Tkotsch        |
| Bianca        | Kensington Tallman | Laura Oettel         |
| Bench Logan   | Chase Vacnin       | Sebastian Fitzner    |
| Skip          | Artyon Celestine   | Ben Hadad            |

## Episodenliste
| Nr. | Deutscher Titel              | Originaltitel                   | Erstausstrahlung USA | Deutschsprachige Erstausstrahlung (D) | Regie             | Drehbuch                        | Prod. Code |
| --- | ---------------------------- | ------------------------------- | -------------------- | ------------------------------------- | ----------------- | ------------------------------- | ---------- |
| 1   | Drama Im „Drama Club“        | Drama in the Drama Club         | 20. Mär. 2021        | 9. Okt. 2021                          | Nancy Hower       | Monica Sherer & Madeline Whitby | 101        |
| 2   | Der Neue Bench               | Build a Bench                   | 27. März 2021        | 10. Okt. 2021                         | Bennet Silverman  | Monica Sherer & Madeline Whitby | 102        |
| 3   | Handylos in Tookus           | Phoneless in Tookus             | 3. Apr. 2021         | 17. Okt. 2021                         | Matthew Pollock   | Eric Falconer                   | 104        |
| 4   | Die Cast-Party               | Luck Be a Poncho Tonight        | 10. Apr. 2021        | 16. Okt. 2021                         | Matthew Pollock   | Pang-Ni Landrum & Aaron Vaccaro | 103        |
| 5   | Mr. Sniffets 15 Minuten Ruhm | 15 Sniffets of Fame             | 17. Apr. 2021        | 24. Okt. 2021                         | Nancy Hower       | Ian McLees & Richard Carl       | 106        |
| 6   | Der Schulball                | S.A.D.                          | 1. Mai 2021          | 23. Okt. 2021                         | Nancy Hower       | Monica Sherer & Madeline Whitby | 105        |
| 7   | Die Schlummerspiele          | The Slumber Games               | 8. Mai 2021          | 30. Okt. 2021                         | Maureen Bharoocha | Emma Jay                        | 107        |
| 8   | Das Phantom Von Farth Hill   | The Phantom of Farth Auditorium | 15. Mai 2021         | 31. Okt. 2021                         | Maureen Bharoocha | Pang-Ni Landrum & Aaron Vaccaro | 108        |
| 9   | Die Stressprobe              | Stress Rehearsal                | 22. Mai 2021         | 6. Nov. 2021                          | Matt Sohn         | Ian McLees & Richard Carl       | 109        |
| 10  | Alles oder nichts            | The Show Might Go On            | 22. Mai 2021         | 7. Nov. 2021                          | Matt Sohn         | Monica Sherer & Madeline Whitby | 110        |